# 新田俊三
新田 俊三（にった しゅんぞう、1931年5月12日 - 2002年2月8日）は、日本の経済学者。

## 略歴
朝鮮・京城府生まれ。大分県、東京都出身。東京大学経済学部卒、同大学院社会科学研究科理論経済学専攻博士課程満期退学。大分大学助手、講師を経て、1965年東洋大学助教授、1972年教授。1980-1984年経済学部長を務めた。1985年フランスのストラスブール第1大学客員教授を務めた。宇野学派の論客として地域共同体を軸にした社会・経済システム論を提起。日本社会党の経済政策ブレーンの一人で、はじめは社会主義協会に近かったが1970年代中頃に離れ、後には社会党の「新宣言」(1986年採択)に対する理論的助言者の一人だった。2002年「ヨーロッパ中央銀行論」で東洋大学経済学博士。

## 著書
- 『フランスの経済計画 混合経済論批判』日本評論社 1969
- 『国家独占資本主義と合理化』現代評論社 1971
- 『転換する日本経済』時潮社 1974
- 『高度社会システムの創造 21世紀社会へのシナリオ』第一書林 1985
- 『社会の変革と創造 市民社会主義のすすめ』新地書房 1987
- 『ヨーロッパ経済紀行』日本放送出版協会 (NHKブックス) 1994
- 『アルザスから ヨーロッパの文化を考える』東京書籍 1997
- 『ユーロ経済を読む』1999 講談社現代新書
- 『ヨーロッパ中央銀行論』日本評論社 2001

### 共編著
- 『独占価格』御園生等共著 日本評論社 (現代経済全書) 1967
- 『安保体制下の日本 数字でみる』高沢寅男共編 社会新報 (新報新書)1969
- 『円切上げと労働問題』編 至誠堂 1972
- 『講座現代資本主義 戦後体制の崩壊と再編』全6巻　大内秀明,鎌倉孝夫共編著 日本評論社 1975-1976
- 『社会システム論』編 日本評論社 1990
- 『国境を超えた社会民主主義』編著 日本評論社 1991
- 『成熟社会・日本 21世紀への社会戦略』松原聡共著 東京書籍 1992
- 『経済・社会学のためのコンピュータ入門』大杉八郎共編著 朝倉書店 1994
- 『社会経済のためのインターネット入門』中山光太郎共著 時潮社 1997
- 『インターネットで日本経済入門』渋澤健太郎共著 日本評論社 2000

### 翻訳
- フランコ・ペコ『経済理論からみた鉄鋼業』監訳 鋼材倶楽部 1975
- ピエール・ロザンバロン『自主管理の時代』田中光雄共訳 新地書房 1982